# Stanisław Weber (działacz narodowy)
Stanisław Weber (ur. 1885 w Poznaniu, zm. 1943 w Berlinie) – polski działacz narodowy i plebiscytowy (Górny Śląsk), ekonomista, działacz spółdzielczy, organizator ruchów młodzieżowych.

## Życiorys
W początkowej fazie swojej aktywności politycznej i społecznej działał na Górnym Śląsku, zwłaszcza podczas plebiscytu w 1921, jako propagator polskości tych ziem. Współredagował wówczas pismo Der Weisse Adler. Był członkiem Komitetu Polskiego dla Górnego Śląska. W 1922 wybrano go na prezesa Polskiego Komitetu Wyborczego w Niemczech. W tym samym roku został też dyrektorem Banku Ludowego w Bytomiu. W 1923 zaproponowano mu stanowisko prezesa Związku Spółdzielni Śląskich w Opolu, które przyjął jako długoletni działacz ruchu spółdzielczego. Był też aktywistą Związku Polaków w Niemczech. W 1932 wybrano go na prezesa Bursy Polskiej i Koła Przyjaciół Harcerstwa Polskiego w Niemczech, co wieńczyło jego działania wychowawcze w ruchu młodzieżowym - uważał, że młode pokolenie Polaków należy wychowywać wyłącznie w duchu narodowym. Był kierownikiem Spółki Wydawniczej Katolik, ale jego działalność była przez niektórych oceniana krytycznie, a nawet oskarżano go o doprowadzenie do likwidacji czasopisma. Za jego rządów materialną podstawą istnienia gazety był rynek prasowy i wydawniczy w województwie śląskim (w granicach Polski) i płynąca stamtąd pomoc, a nie stabilna baza odbiorców na Opolszczyźnie. W 1939 Niemcy uwięzili go w swoim obozie koncentracyjnym w Buchenwaldzie. Potem przewieziono go do Berlina, gdzie zmarł.